# 차코스의 서

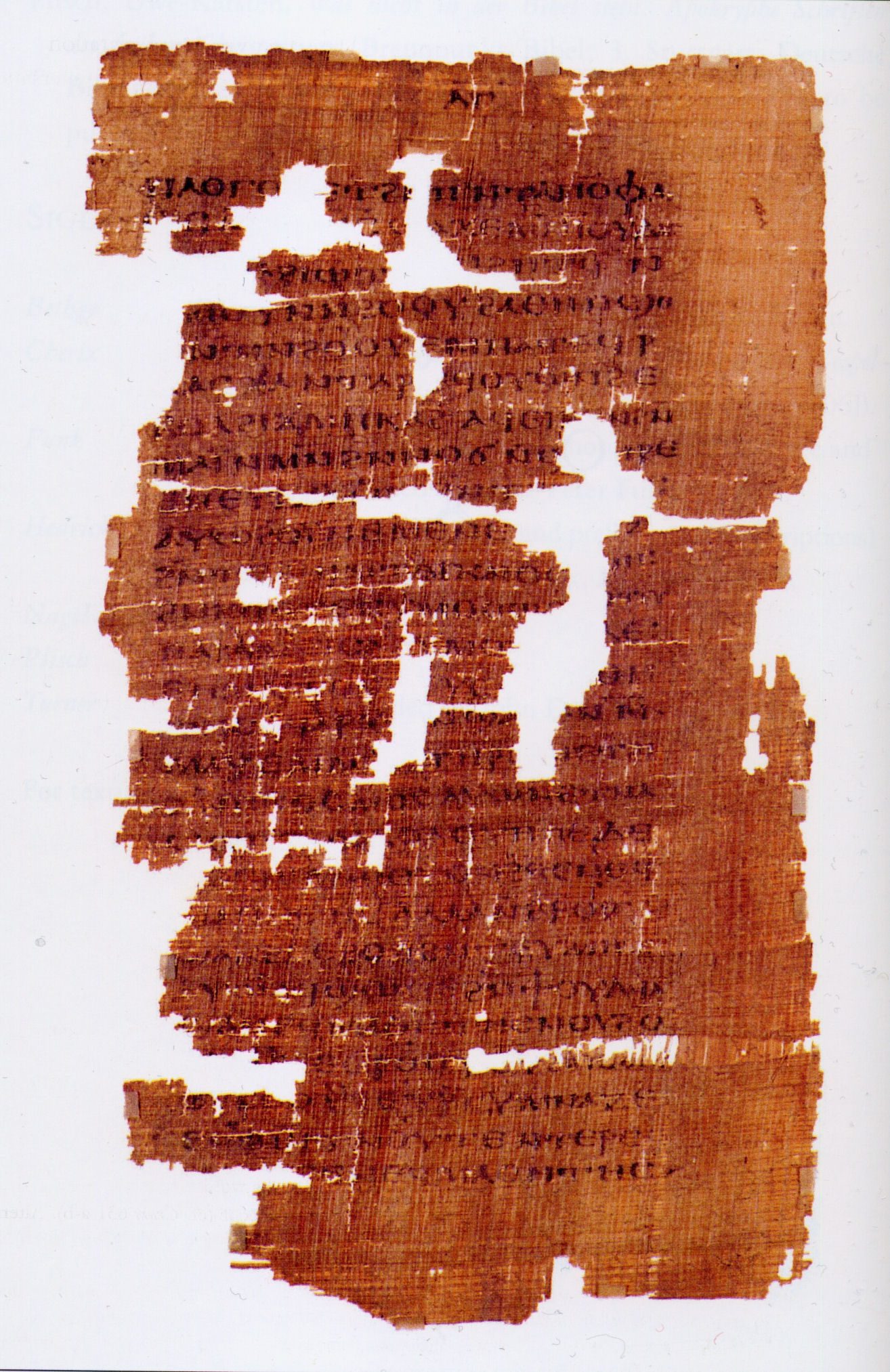

차코스의 서(The Codex of Tchacos)는 이집트의 콥트어 파피루스로서 기원후 300년경의 문서로 추정되며, 다음과 같은 초기 기독교 나스티시즘(Gnosticism, 영지주의) 문서들이 담겨 있다.
- 유다 복음서
- 첫 야고보 계시록
- 베드로가 빌립에게 보낸 편지
- 알로게네스의 책(또는 초신자의 책)의 일부 - 이는 나그함마디 문서 문서의 알로게네스가 아니다.

유다 복음서는 유일하게 차코스 문서에서만 발견되었다. 이는 초기 기독교 교회에서 이단으로 정죄된 문서로 1,700년 동안 묻혀 있었고, 그 존재는 이레나이우스가 이단서를 언급한 데(Adv. Haer. 1.1.35.)서 알려져 있을 뿐이었다. (이를 통해 유다 복음서가 후자보다 더 오래되었다는 것을 추정할 수 있다.)